# Kambodża na Letnich Igrzyskach Paraolimpijskich 2008
Kambodżę na Letnich Igrzyskach Paraolimpijskich w Pekinie reprezentował 1 zawodnik - lekkoatleta Kim Vanna. Był to trzeci występ Kambodży na Paraolimpiadzie - poprzednio w 2004 i 2000.

## Kadra

### Lekkoatletyka
- Kim Vanna

100 m (T46) - odpadł w eliminacjach
200 m (T46) - odpadł w biegu eliminacyjnym